# Alondra de la Parra
Alondra de la Parra (Nova York, 31 d'octubre de 1980) és una directora d'orquestra mexicana.
Filla de Manelick de la Parra i Graciela Borja, va néixer a Nova York però es va mudar a Mèxic amb els seus pares a l'edat de dos anys. Va començar a tocar el piano als set anys i el violoncel als tretze, l'any que va decidir que volia ser directora. Als 15 anys va entrar en un internat a Anglaterra per a estudiar música. Després va tornar a Mèxic i va estudiar Composició al Centro De Investigación y Estudios Musicales, a Ciutat de Mèxic. Als 19 anys es va mudar a Nova York, on va estudiar Piano i Direcció a la Manhattan School of Music amb els professors Jeffrey Cohen i Kenneth Kiesler, respectivament. Fundà la Philharmonic Orchestra of the Americas, basada a Nova York, el 2004, quan tenia 23 anys.
Ha dirigit orquestres com l'Orquestra de París, l'Orquestra Filharmònica de Londres, la Tonhalle-Orchester de Zurich, l'Orquestra de la Ràdio Sueca, l'Orquesta Simfònica de São Paulo, l'Orquesta Simfònica de la Ràdio de Berlín, l'Orchestra dell'Accademia Nazionale di Santa Cecilia, l'Orquestra Simfònica de les Illes Balears 'Ciutat de Palma' i també l'Orquestra Simfònica del Gran Teatre del Liceu de Barcelona. L'any 2017 fou designada Directora Musical de l'Orquestra Simfònica de Queensland, convertint-se en la primera dona a càrrec d'una orquesta australiana. També fou la primera dona mexicana que va dirigir a Nova York, i és Ambaixadora Cultural Oficial de Mèxic.
L'any 2023 debutà al Gran Teatre del Liceu, on dirigí l'òpera Turandot, des del fossat de l'orquestra, al llarg de 15 funcions de la producció que havia creat Núria Espert per a la reobertura del Teatre després de l'incendi de 1994. Al gener de 2024 fou designada directora artística i titular de l'Orquestra i Cor de la Comunitat de Madrid, substituint en el càrrec Marzena Diakun, per incorporar-s'hi la temporada 24/25.